# Hemau

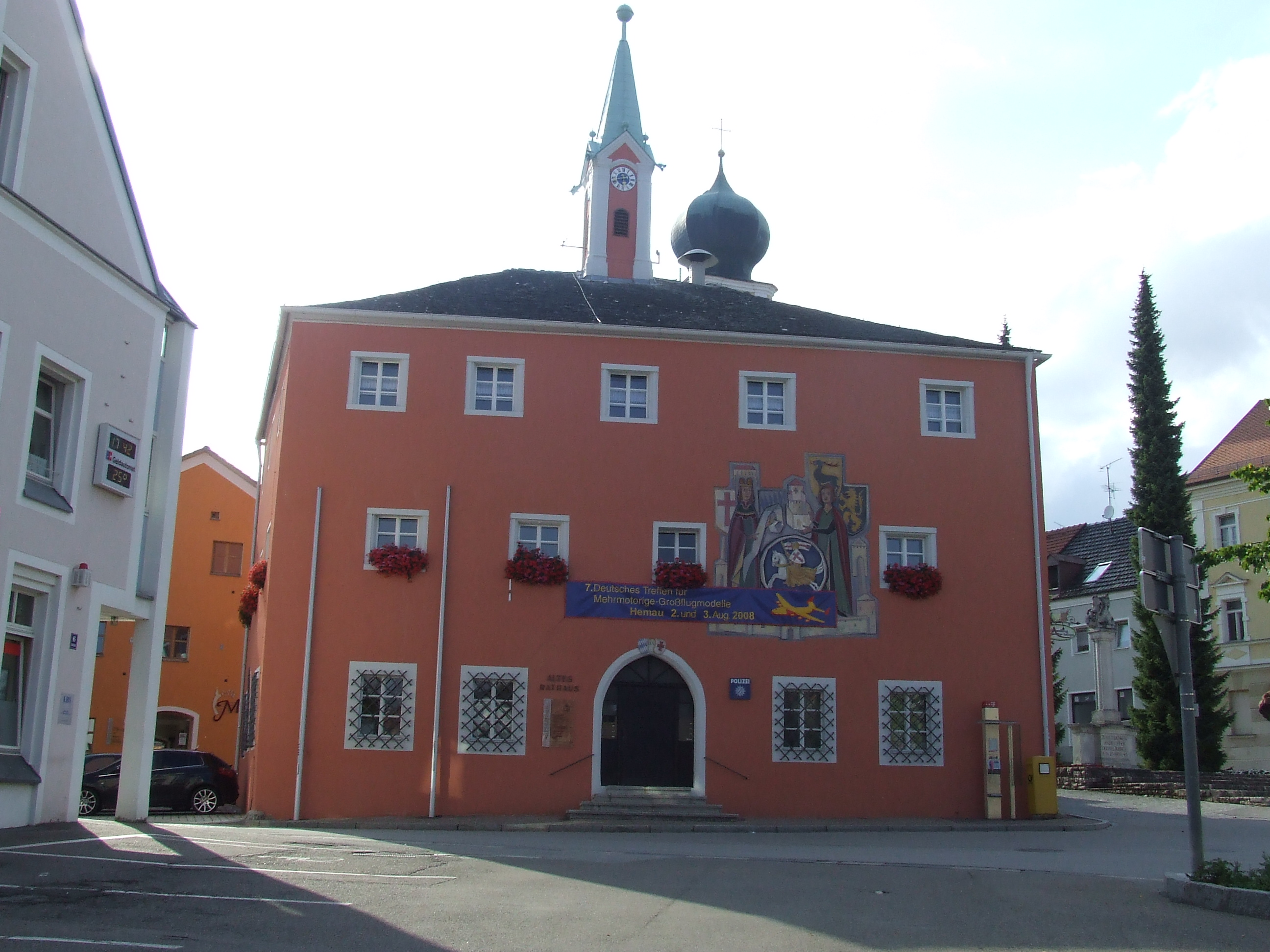
Hemau

Hemau este un oraș din districtul Regensburg, regiunea administrativă Palatinatul Superior, landul Bavaria, Germania.